# Camillus Nyrop
 For alternative betydninger, se Camillus Nyrop (flertydig). (Se også artikler, som begynder med Camillus Nyrop)
Camillus Nyrop (født 31. juli 1843 i København, død 6. august 1918 på Frederiksberg) var en dansk professor og industrihistoriker.

## Uddannelse og karriere
Camillus Nyrop var søn af professor Camillus Nyrop. Han blev student 1861, tog juridisk embedseksamen 1867 og var sagførerfuldmægtig 1869-73. Påvirket af hjemmets kærlighed til dansk industri og stolthed ved håndværkerstanden tog han tidlig fat på studier over den danske industris udvikling og skrev biografier af fremragende håndværkere; han valgtes 1869 til medlem af Industriforeningens repræsentantskab, 1876 til medlem af dens bestyrelse, af hvilken han dog samme år udtrådte, i det han overtog posten som foreningens sekretær.
Fra nu af samlede Nyrop hele sin virksomhed om industrien og dens historie, han var i en lang årrække – indtil han nedlagde sin stilling 1896 – Industriforeningens utrættelige embedsmand og virksom ved alle dens foretagender, ligesom han redigerede Industriforeningens Tidsskrift (fra 1885). Da Fællesrepræsentationen for dansk Industri og Haandværk stiftedes 1879, blev Nyrop dens sekretær og udgav dens tidsskrifter: Meddelelser og Tidsskrift for Industri og Haandværk. 1893 trak han sig tilbage fra denne stilling, og Fællesrepræsentationen hædrede ham da med en fest og gave af kunstværker.

## Litterær virksomhed
Nyrop har udfoldet en stor litterær virksomhed, og det skyldes hans industrihistoriske arbejder, at denne side af vort lands kulturhistorie er blevet belyst på en måde, som det næppe er tilfældet i noget andet land. Af den lange række af skrifter skal her kun de betydeligste nævnes, således Bidrag til den danske Boghandels Historie (2 bind, 1870), Meddelelser fra Industriens Omraade (1876), Strandmøllen (1878), Meddelelser om dansk Guldsmeddekunst (1885), Kjøbenhavns Tømmerlav (1887), Johan Fr. Classen (1887), Industriforeningen i Kjøbenhavn 1838-88 (1888), Bidrag til dansk Haandværkerundervisnings Historie (1893), Ny Carlsberg, et Jubilæumsskrift (1896), Niels Lunde Reiersen (1896). Til disse store arbejder, der næsten alle er foranledigede ved et fejret jubilæum, slutter sig en række mindre undersøgelser, således Dansk Jærn (1877), Den danske Porcellænsfabrikations Tilbliven (1878), Danmarks Glasindustri indtil 1750 (1879), Dansk Pottemageri (1882), og endvidere mange biografier af fremragende håndværkere eller fabrikanter.
Efter i forskellige afhandlinger at have behandlet afsnit af laugenes historie – således i Fra Roskilde Smeddelavs Lade (1886) – begyndte Nyrop 1895 at udgive en fuldstændig Samling af Danmarks Lavsskraaer fra Middelalderen. Disse med stor flid udarbejdede skrifter angår, som det vil ses, alle tidsaldre af Danmarks historie, og de hviler i lige så høj grad på et omhyggeligt studium af arkiverne som på et nøje kendskab til den trykte litteratur.

## Organisatorisk virksomhed
Ved siden af denne omfattende virksomhed på det historiske område har Nyrop ved foredrag, ved artikler i blade og tidsskrifter, som medlem af talrige udvalg og komiteer utrættelig taget del i arbejdet for den danske industris fremskridt. Særligt kan nævnes, at Nyrop var sekretær ved Den nordiske Industri- og Konstudstilling i Kjøbenhavn 1872, medlem af den internationale jury ved Verdensudstillingen i Wien 1873, sekretær ved komiteen for Danmarks deltagelse i Verdensudstillingen 1878 og for Den Nordiske Industri-, Landbrugs- og Kunstudstilling i Kjøbenhavn 1888; i medfør af disse hverv har Nyrop udgivet mange vejledende kataloger, meddelelser og beretninger. Nyrop har endvidere virket for håndværkernes bedre uddannelse, han var fra 1875 medlem af bestyrelsen af den nye håndværkerskole, og efter at denne ved sammensmeltning med Det tekniske Institut blev omdannet til Det tekniske Selskabs Skole, var han medlem af denne skoles bestyrelse. Ligeledes har Nyrop betydelig fortjeneste ved sin virken for dansk kunstindustri.
Tanken om oprettelsen af et dansk kunstindustrimuseum støttede Nyrop varmt, således i et skrift, som han 1877 udgav, – efter at han året før med offentlig understøttelse havde rejst i udlandet for at gøre sig bekendt med industrimuseer – Om Kunstindustri og kunstindustrielle Musæer. Nogle år senere opnåede han, at Industriforeningen begyndte udgivelsen af Tidsskrift for Kunstindustri (fra 1885), af hvilket Nyrop var redaktør. Støttet ved privat rundhåndethed og det offentliges hjælp besluttede Industriforeningen 1890 at oprette Det danske Kunstindustrimuseum, der åbnedes 1895; Nyrop var valgt til medlem af dets bestyrelse. Han var også medvirkende til oprettelsen af Det tekniske Selskabs Skole, Fællesrepræsentationen for dansk Industri og Håndværk samt Teknologisk Institut. 1885-99 redigerede Nyrop de af Industriforeningen udgivne tidsskrifter: Industriforeningens Tidsskrift og Tidsskrift for Kunstindustri, 1879-93 tillige de af Fællesrepræsentationen for dansk Industri og Håndværk udgivne tidsskrifter.
Nyrop, der 1896 nedlagde sin post som sekretær i Industriforeningen, valgtes samme år til formand for denne forenings repræsentantskab og påtog sig i de følgende år at være formand for Industriforeningen (1906-1908), Det danske Kunstindustrimuseum (1906-1918) og Teknologisk Institut (1906-1918). Nyrop blev 1888 titulær professor og den 26. april 1899 indtrådte Nyrop i det kongelige danske Selskab for Fædrelandets Historie. Han er af den danske og af forskellige fremmede regeringer blevet hædret med ordenstegn og blev Ridder af Dannebrog 1882, Dannebrogsmand 1904 og Kommandør af 2. grad 1913.

## Ægteskab og familie
Han ægtede 1871 Josefine Agnes Fleron (1848-1923), datter af hofskrædder Louis Fleron.
Nyrop var beslægtet med arkitekten Martin Nyrop, hvem han gav opgaven med at tegne hovedbygningen til Den Nordiske Industri-, Landbrugs- og Kunstudstilling i Kjøbenhavn 1888.

## Gravsted
Camillus Nyrop er begravet på Solbjerg Parkkirkegård. Hans efterladte papirer i Det Kongelige Bibliotek. Der findes et maleri af G.F. Clement 1913 (tidl. i Industriforeningen) og af Valdemar Irminger 1916. Miniature af Sophie Holten 1896. Buste af Ingeborg Plockross Irminger 1917 på Teknologisk Institut. Træsnit efter Fotografi.

## Forfatterskab
- Bidrag til den danske Boghandels Historie, 2 bind, 1870.
- J. A. Schwartz, 1875.
- Meddelelser fra Industriens Omraade, 1876.
- Dansk Jærn, 1877.
- Den danske Porcellænsfabrikations Tilbliven, 1878.
- Strandmøllen, 1878.
- Danmarks Glasindustri indtil 1750, 1879.
- Dansk Pottemageri, 1882.
- Meddelelser om dansk Guldsmeddekunst, 1885.
- Fra Roskilde Smeddelavs Lade, 1886.
- Kjøbenhavns Tømmerlav, 1887.
- Johan Fr. Classen, 1887.
- Industriforeningen i Kjøbenhavn 1838-88, 1888.
- Malermester Ernst Schmiegelow, 1889
- Bidrag til dansk Haandværkerundervisnings Historie, 1893.
- Danmarks Gilde- og Lavsskraaer fra Middelalderen, 1895-1904. 2 bd., Selskabet for Udgivelse af Kilder til dansk Historie.
- Ny Carlsberg, et Jubilæumsskrift, 1896.
- Niels Lunde Reiersen, 1896.
- Huset Milo, Odense 1748-1898, 1898.
- Det Suhrske Hus i Kjøbenhavn, 1899
- De Massmann'ske Søndagsskoler, 1900.
- Danske Farvere: En historisk Udsigt ved De Goldschmidtske Fabrikers Hundredaars Jubilæum: 1800 – 24. December – 1900, København: Nielsen & Lydiche 1900.
- Fredens Mølle: Et Stykke Industrihistorie, København: Fredens Mølle 1905.
- Slægten Nyrop, 2. forøgede udgave, København 1908.
- Kjøbenhavns Skomagerlav 1509 – 4.Oktober-l909 : historiske Meddelelser, 1909.
- 1861 31. Oktober 1911: Severin & Andreas Jensen, et Jubilæumsskrift, København: Nielsen & Lydiche 1911.
- Bidrag til vor Haandværkestands Historie i Tiden før 1857, 1914.
- Det danske Hedeselskab 1866-1916. Et Jubilæumsskrift, 1916. 230 s.
- Hendriksen, Kongelige Frederiks Hospitals Apotekere : historiske Meddelelser Arkiveret 30. marts 2018 hos  Wayback Machine. København 1917

### På internettet
- C. Nyrop: "Dansk Jern" i Historisk Tidsskrift, 4. række, Bind 6; 1877
- C. Nyrop: "Danmarks Glasindustri indtil 1750" i Historisk Tidsskrift, 5. række, Bind 1; 1879
- C. Nyrop: "Danmarks Kridtpibefabrikation" i Nationaløkonomisk Tidsskrift, Første række, Bind 17; 1881
- C. Nyrop: "Hvorledes staar det til med den danske Industris Statistik?" i Nationaløkonomisk Tidsskrift; Første række, Bind 17; 1881
- C. Nyrop: "Nogle Oplysninger om Grev Valdemar Kristians Ruslandsfærd 1643-1645" i Historisk Tidsskrift, 6. række, Bind 3; 1891
- C. Nyrop: "Yderligere Oplysninger om Grev Valdemar Kristians Rnslandsfærd" i Historisk Tidsskrift, 6. række, Bind 3; 1891
- C. Nyrop: Danske Farvere: En historisk Udsigt ved De Goldschmidtske Fabrikers Hundredaars Jubilæum : 1800 – 24. December – 1900, København 1900
- C. Nyrop: Fredens Mølle: Et Stykke Industrihistorie, København 1905 (Google Books)
- Adskillige værker af Camillus Nyrop findes tilgængelige på Internet Archive.